# ناين نتورك
ناين نتورك (بالإنجليزية: Nine Network)‏ هي شبكة تلفزيونية تجارية أسترالية مقرها في سيدني.

## معرض صور